# Simon-Pierre de La Corée
Simon-Pierre de La Corée (né le 2 juin 1691 au château de Saint-Ouen-l'Aumône, mort le 12 septembre 1763) est un ecclésiastique qui fut évêque de Saintes de 1744 à 1763.

## Biographie
Simon-Pierre de La Corée ou Lacorée naît au château de Saint-Ouen-l'Aumône près de Pontoise. Il est issu d'une famille de bourgeois et de marchands de Pontoise qui a acquis ce fief en 1657 et fait bâtir le château. 
Il devient visiteur des Carmélites de France puis vicaire général de l'évêque de Saintes et il est pourvu en commende en 1731 de l'abbaye d'Arthous au diocèse de Dax puis de l'abbaye de Bénévent au diocèse de Limoges (1739-1750).
Léon de Beaumont le préconise comme successeur et à sa mort, il est nommé évêque en 1744 ; confirmé le 19 juillet 1745, il est consacré en août par l'archevêque de Bordeaux. Pendant son long épiscopat, il se distingue essentiellement par son soutien marqué aux Jésuites en faveur desquels il intervient le 4 septembre 1761 auprès du chancelier de France et ensuite auprès du Parlement de Bordeaux. Il meurt d'apoplexie le 12 septembre 1763 dans le manoir épiscopal de campagne des évêques et il est inhumé dans la cathédrale Saint-Pierre de Saintes.